# Завземане: Фатална четворка
Завземане: Фатална четворка (на английски: NXT TakeOver) е кеч събитие, продуцирано от WWE, под тяхната развиваща се марка NXT, излъчено по Мрежата на WWE.
Проведе се на 11 септември 2014 във Full Sail University в Уинтър Парк, Флорида и включваше 6 мача в излъченото събитие и 1 тъмен мач. Шоуто е второ под името „Завземане“, серии само по Мрежата на WWE. Наетият японски боец Кента направи своя дебют по време на шоуто под името Хидео Итами. Главният мач за шоуто беше Фаталната четворка, където шампиона на NXT Ейдриън Невил защити титлата си срещу Сами Зейн, Тайлър Брийз и Тайсън Кид. Събитието включваше мач, в който Шарлът защити титлата при жените на NXT срещу Бейли, както и мач в който Отборните шампиони на NXT, Възнесението бяха победени от главните претенденти Луча Драконите.

## Продукция

### Сюжети
NXT Завземане: Фатална четворка включваше кеч мачове с участието на различни борци от вече съществуващи сценични вражди и сюжетни линии, които се изиграват по NXT. Борците са добри или лоши, тъй като те следват поредица от събития, които са изградили напрежение и кулминират в мач или серия от мачове.

## Събитие
Коментаторите са Том Филипс, Байрън Сакстън и Рене Йънг, докато обсъждащите в Предварителното шоу са Джейсън Албърт, Алекс Райли и Рене Йънг. Кента направи своя дебют в Завземане, където беше представен от главния мениджър на NXT Уилям Ригал. По време на представянето си той смени името си на „Идео Итами“. След това той беше атакуван от Възнесението, които бяха бесни след като загубиха Отборните титли на NXT, по-рано тази вечер.

## Резултати
| #                                                                     | Резултати                                                                    | Правила                                | Време |
| 1D                                                                    | Пейдж победи Беки Линч                                                       | Сингъл мач                             | N/A   |
| 2                                                                     | Луча Драконите (Син Кара и Калисто) победиха Възнесение (Конър и Виктор) (ш) | Отборен мач за Отборните титли на NXT  | 07:48 |
| 3                                                                     | Барън Корбин победи Си Джей Паркър                                           | Сингъл мач                             | 00:29 |
| 4                                                                     | Ензо Аморе (с Колин Касиди) победи Силвестър Лефорт (с Маркъс Луи)           | Мач Коса срещу Коса                    | 05:38 |
| 5                                                                     | Бул Демпси победи Моджо Роули                                                | Сингъл мач                             | 01:10 |
| 6                                                                     | Шарлът (ш) победи Бейли                                                      | Сингъл мач за титлата при жените NXT   | 10:40 |
| 7                                                                     | Ейдриън Невил (ш) победи Сами Зейн, Тайлър Брийз и Тайсън Кид                | Мач Фатална четворка за титлата на NXT | 24:12 |
| (ш) – указва шампиона/шампионите в мача; D – показва, че мача е тъмен |                                                                              |                                        |       |

1. ↑  Лефорт избяга, след като загуби мача, напусна партньора си Луи и той загуби косата си вместо него.